# Lekkoatletyka na Światowych Wojskowych Igrzyskach Sportowych 2019 – bieg na 1500 m kobiet
Bieg na 1500 metrów kobiet – jedna z konkurencji biegowych rozegranych w dniu 25 października 2019 roku podczas 7. Światowych Wojskowych Igrzyskach Sportowych na kompleksie sportowym WH FRSC Stadium w Wuhanie.

## Terminarz
| Data                      | Godzina (UTC+08:00) | Wydarzenie |
| ------------------------- | ------------------- | ---------- |
| 25 października 2019(dts) | 19:40               | Finał      |

## Rekordy
Tabela prezentuje rekord świata, a także rekord Igrzysk wojskowych (CSIM) przed rozpoczęciem mistrzostw.
|                                   | Zawodnik        | Wynik   | Miejsce     | Data                  |
| --------------------------------- | --------------- | ------- | ----------- | --------------------- |
| Rekord świata                     | Genzebe Dibaba  | 3:50,07 | Fontvieille | 17 lipca 2015(dts)    |
| Rekord Igrzyska wojskowych (CSIM) | Helena Javornik | 4:07,34 | Zagrzeb     | 15 sierpnia 1999(dts) |

## Uczestnicy
Do zawodów zgłoszono 19 lekkoatletki reprezentujących 14 kraje, sklasyfikowanych zostało 17. Jedno państwo mogło wystawić 2 zawodniczki. Polska nie była reprezentowana w tej konkurencji.

## Medaliści
| Złoto                | Srebro                        | Brąz                 |
| Winny Chebet · Kenia | Natalija Pryszczepa · Ukraina | Nelly Korir · Brunei |

## Rezultaty

### Finał
| Pozycja | Tor | Zawodnik                 | Państwo                       | Czas    | Uwagi |
| ------- | --- | ------------------------ | ----------------------------- | ------- | ----- |
| 01 !    | 6   | Winny Chebet             | Kenia                         | 4:25,22 |       |
| 02 !    | 1   | Natalija Pryszczepa      | Ukraina                       | 4:26,63 |       |
| 03 !    | 5   | Nelly Korir              | Brunei                        | 4:26,97 |       |
| 4       | 12  | María Pía Fernández      | Urugwaj                       | 4:27,78 |       |
| 5       | 10  | Roxana Bîrcă             | Rumunia                       | 4:27,88 |       |
| 6       | 3   | Florina Ștefana          | Rumunia                       | 4:29,44 |       |
| 7       | 9   | Tigist Gashaw            | Brunei                        | 4:31,15 |       |
| 8       | 5   | Nimali Liyana Arachchige | Sri Lanka                     | 4:31,85 |       |
| 9       | 8   | Carina Gillespite        | Stany Zjednoczone             | 4:32,79 |       |
| 10      | 16  | Abigail Halbrook         | Stany Zjednoczone             | 4:34,35 |       |
| 11      | 19  | Sisilia Panga            | Tanzania                      | 4:35,89 |       |
| 12      | 7   | Samia Hassan Nour        | Dżibuti                       | 4:38,30 |       |
| 13      | 15  | Aberthna Artigala        | Sri Lanka                     | 4:40,06 |       |
| 14      | 11  | Sarawasati Bhattrai      | Nepal                         | 4:41,73 |       |
| 15      | 18  | Katherin Cardozo         | Urugwaj                       | 5:08,40 |       |
| 16      | 4   | Zelia Soares             | Republika Zielonego Przylądka | 5:47,52 |       |
| 17      | 13  | Marija Pelikon           | Macedonia Północna            | 5:56.21 |       |
| -       | 14  | Maruša Mišmaš            | Słowenia                      | DNS     |       |
| -       | 17  | Luiza Gega               | Albania                       | DNS     |       |

Źródło: Wuhan.